# Nazionale di korfball della Turchia
La nazionale turca di korfball è la selezione di korfball che rappresenta la Turchia in ambito internazionale. Nel settembre 2011 si trovava nella 20ª posizione dell'IKF World Korfball Ranking.

## Risultati internazionali
| European Bowl di korfball |          |                  |                |
| Anno                      | Edizione | Ospite           | Risultato      |
| 2009                      | III      | Slovacchia (Est) | 3º posto (Est) |